# Pověst

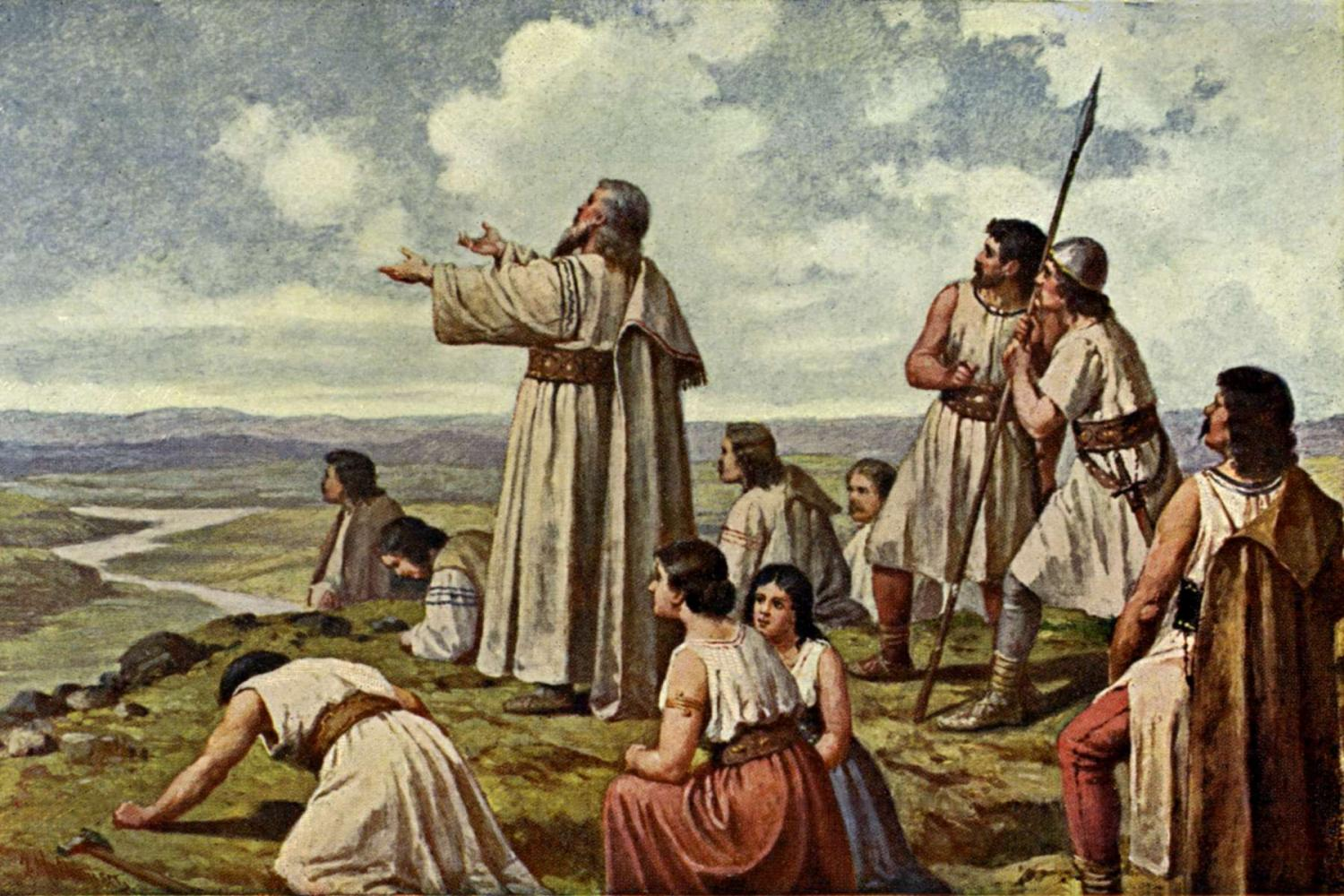
Josef Mathauser, Praotec Čech na hoře Říp, obraz na motivy české pověsti

Pověst je epický útvar lidové slovesnosti, obvykle definovaný jako krátké, fantasticky zabarvené vyprávění s reálnou motivací, které se odehrává v historickém čase a o jehož pravdivosti jsou vypravěč i posluchači přesvědčeni. Přestože charakteristika není zcela přesná, umožňuje postihnout klíčová kritéria. Ve své původní podobě je pověst kromě samotného obsahu vyprávění charakteristická osobností vypravěče, posluchači a situací, ve které je vyprávěna – doprovázejí ji změny vypravěčova hlasu a mimiky, dotazy posluchačů a projevy jejich emocí. Akademicky se pověstmi zabývá především folkloristika.
Úzce souvisí s legendou, mýtem a také pohádkou, která však není chápána jako pravdivé vyprávění. Jako legenda se v českém odborném diskursu označuje církevní vyprávění o světcích, ale v hovorovém jazyce jsou pověst a legenda synonyma. Českému pověst také odpovídá anglické legend, francouzské légende a německé Legende.

## Rozdělení
Ve světové folkloristice je dlouhodobě užíváno rozdělení pověstí na tyto druhy:
- pověsti démonologické
- pověsti historické
- pověsti etiologické

V české a slovenské folkloristice se tradičně užívalo dělení na pověsti v užším slova smyslu, a to na pověsti místní, historické a takzvané pověrečné povídky odpovídající pověstem démonologickým. Bez ohledu na způsob třídění pověstí dochází k překrývání druhů.

### Démonologické pověsti
Démonologické pověsti či pověrečné povídky vyprávějí o setkání s nadpřirozenými silami, zpravidla vzbuzujícími bázeň. Mívají podobu memorátu, zároveň se však vyznačují ustáleným syžetem podobně jako pohádky. Mezi démonologické pověsti patří i některé městské legendy, např. o setkání s mimozemšťany.

### Historické pověsti
Historické pověsti vyprávějí o dějinných událostech a postavách, ale fakta přizpůsobují lidové mentalitě; vyloučeny nejsou ani nadpřirozené motivy.

### Etiologické pověsti
Etiologické pověsti vysvětlují původ objektů či jevů. Řadí se mezi ně například:
- pověsti o vzniku krajinných prvků, měst či budov
- etymologické pověsti, především o původu místních názvů a pomístních názvů
- pověsti erbovní, o původu šlechtických, městských a jiných znaků
- pověsti o vzniku světa, člověka, živočichů, rostlin či předmětů (podobnost s mýty)

### Místní pověsti
V místní pověsti se vypráví o určitém místě; pověsti lze řadit podle tématu do výše uvedených druhů.

### Legendární pověsti
Legendární pověsti vyprávějí o světcích či sakrálních stavbách. Ač jsou spjaty s působením křesťanských církví, pronikaly do nich často lidové motivy.

### Městské pověsti
Městské či současné pověsti (z anglického urban/contemporary legend) představují různorodou skupinu vyprávění, která nevznikla v kultuře lidové, ale současné. Někdy splývají s fámami a hoaxy.

## Forma
Pověst je ústní útvar s vysokou variabilitou, který umožňuje přizpůsobit se prostředí a podmínkám. Zpravidla je krátká, ale může mít podobu vyprávění s více epizodami. Typický je odkaz na skutečnou osobu, která pověst původně vyprávěla či byla dokonce účastníkem vyprávěného děje, což má potvrzovat věrohodnost pověsti. Časté je opakování určitých slov kvůli zvýšení expresivnosti, častá je hyperbolizace nebo užívání archaismů, kterým vypraveč sice nemusí rozumět, ale slyšel je, když mu byla pověst vyprávěna. Typická jsou také ustálená slovní spojení, především při užití přímé řeči. Živý přednes umožňuje také odlišit řeč nadpřirozených bytostí (zvýšením hlasu, šišláním aj.). Při sbírání pověstí byl na jejich formu oproti obsahu kladen malý důraz a často se jednalo pouze o zápis několika stručných vět, které byly případně použity k převyprávění příběhu.

## Vývoj zaznamenávání pověsti a názory na ně
Pověsti zaznamenávali již od počátku literárního vývoje kronikáři a legendisté. Mezi nejoblíbenější pověsti 14. až 17. století patřily pověsti erbovní (např. Kronika o Bruncvíkovi, zpracovaná později jako knížka lidového čtení), které mezi lidmi zpopularizoval kronikář Dalimil a později Václav Hájek z Libočan. Zvláště Hájek z Libočan, jehož kronika pronikla do širokých lidových vrstev, je znám svérázným přístupem k historickým faktům. Ze smyšlenek a nepodložených informací ho v 18. století usvědčil P. Gelasius Dobner, který věnoval své životní dílo kritickému vyvracení Hájkových historických polopravd a výmyslů v 6dílném komentovaném vydání Hájkovy kroniky.
Osvícenství obecně mělo k pověstem negativní postoj a všemožní osvícenci se snažili pověsti objasňovat v realistickém duchu a bojovat tak proti pověrčivosti lidu.
Představitelé romantismu měli na problematiku opačný názor. Chápali význam pověstí jako svědectví lidové paměti o dějinných událostech a povýšili je na významný činitel národního uvědomění. V prvních dvou desetiletích 19. století byla po písni a pohádce pověst v největším zájmu obrozenců a badatelů. V českých zemích mezi význačné sběratele pověstí patří August Sedláček a Alois Jirásek, autor Starých pověstí českých.

## České pověsti
Nejstarší české pověsti lze nalézt v Kristiánově legendě z konce 10. století a Kosmově kronice z počátku 12. století. Jejich motivy byly rozvíjeny v dílech pozdějších, jako je Dalimilova kronika z počátku 14. století a Hájkova kronika z poloviny 16. století obsahující také pověsti nové. Na konci 19. století získaly tyto příběhy kanonickou podobu vydáním Starých pověsti českých Aloise Jiráska (1894).
Významnou sbírkou českých pověstí je veršovaná sbírka Kytice Karla Jaromíra Erbena.
Řada regionálních pověstí se vztahuje k hradištím, hradům a zámkům (např. Pověsti z Českého ráje).